# Yeseida Carrillo
Yeseida Carrillo, född 22 oktober 1993, är en friidrottare från Colombia. Hon deltog vid olympiska sommarspelen 2020.